# Liber de laudibus Sanctae Crucis

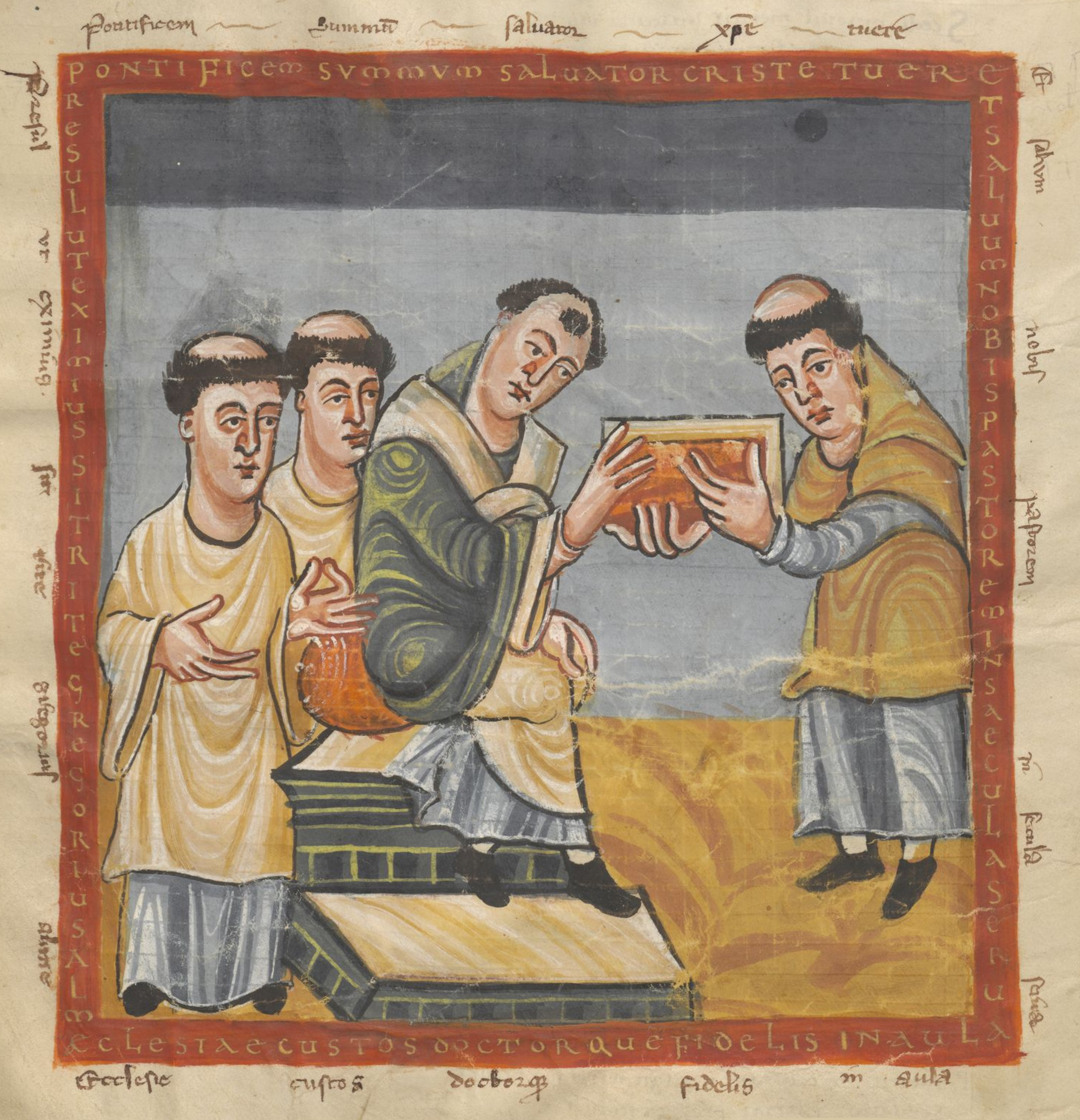
Rabano Mauro presenta il trattato al papa Gregorio IV Codex Vindobonensis 652 Vienna Österreichische Nationalbibliothek

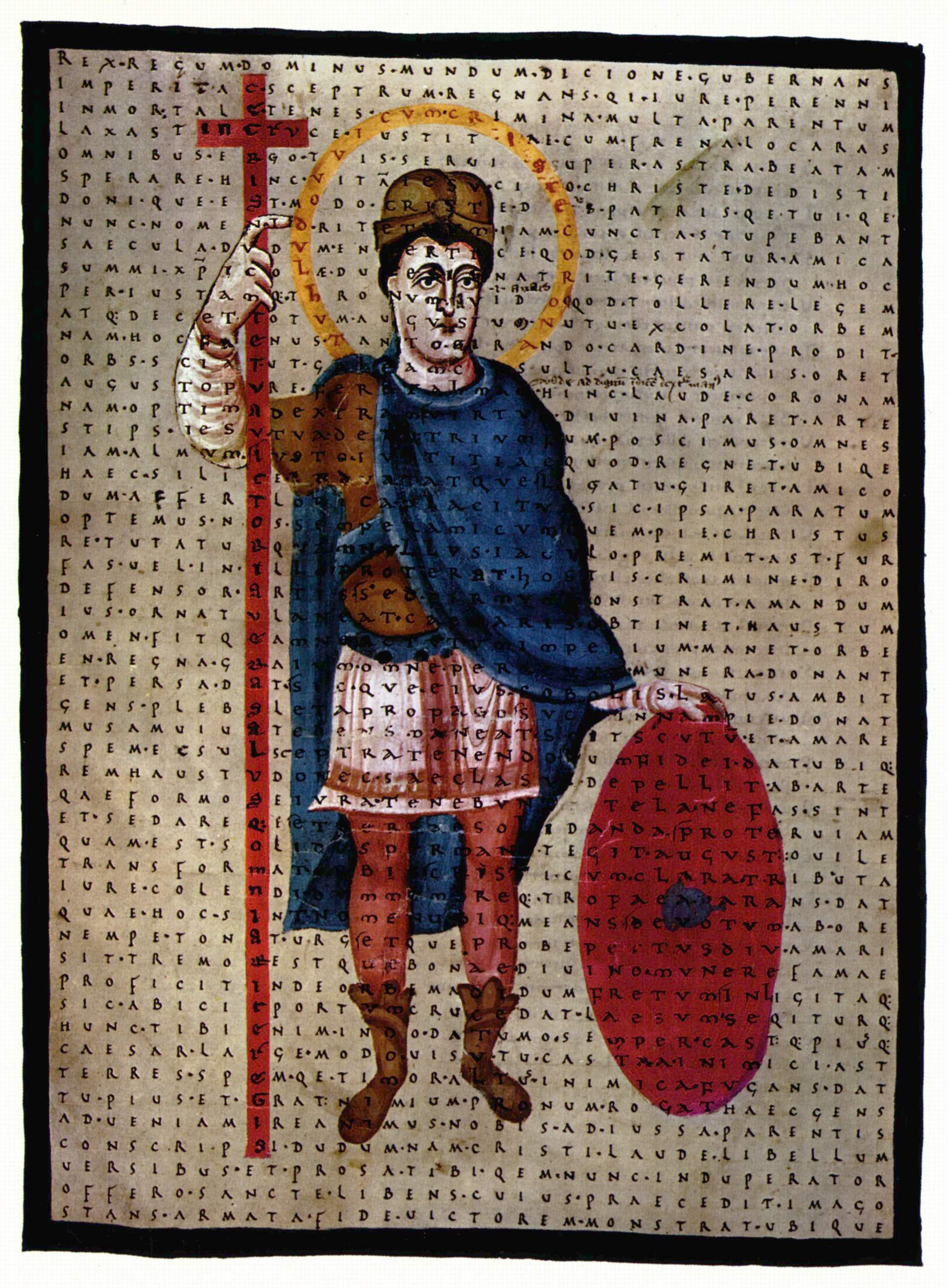
Ludovico il Pio Codex Vindobonensis 652 Vienna Österreichische Nationalbibliothek

Il testo del trattato Liber de laudibus Sanctae Crucis venne scritto dall'abate di Fulda Rabano Mauro, successivamente arcivescovo di Magonza e praeceptor Germaniae, come dono per Ludovico il Pio; in questa opera, in cui la croce è esaltata come il segno della resurrezione del Re dei re, le miniature policrome della copie più antiche, una conservata nella Biblioteca Vaticana un'altra, il Codex Vindobonensis 652, nella Österreichische Nationalbibliothek di Vienna databile tra l'810 e l'814, rappresentano ripetutamente il segno della croce e il crocifisso,
Nel libro è presente l'immagine dedicatoria con il dono del libro da parte di Rabano Mauro al papa Gregorio IV
Ludovico il Pio, rappresentato come miles christianus, è in piedi con una croce nella destra e uno scudo nella sinistra, sotto la corazza pettorale porta un chitone che arriva fino alle ginocchia, sul nimbo la serie di lettere, che si inscrivono in esso, forma la frase: «Tu Cristo, incorona Luigi», mentre quelle che si inscrivono nella croce formano la frase: «Nel segno della Tua Croce regni, o Cristo, che sei la vittoria e la vera salvezza e mantieni tutto in un giusto ordine».